# Anthony Iannaccone
Anthony Joseph Iannaccone (* 14. Oktober 1943 in Brooklyn) ist ein US-amerikanischer Komponist und Musikpädagoge.

## Leben
Anthony Iannaccone studierte von 1961 bis 1968 an der Manhattan School of Music bei Ludmila Ulehla, Vittorio Giannini und David Diamond. Von 1967 bis 1968 unterrichtete er dort auch; nebenbei betätigte er sich als Orchesterviolinist. Anschließend wechselte er an die Eastman School of Music zu Samuel Adler und Warren Benson, wo er 1971 zum PhD promovierte. Daneben nahm er von 1959 bis 1964 Privatunterricht bei Aaron Copland. Ab 1971 war er als Professor für Komposition an der Eastern Michigan University tätig, wo er auch das Studio für elektronische Musik gründete. 1973 wurde er Dirigent des dortigen Ensembles für Alte Musik „Collegium Musicum“. 2013 ging Iannaccone in den Ruhestand.

## Werk
Iannaccone veröffentlichte etwa 50 Werke, darunter drei Sinfonien, mehrere Werke für Chor und Orchester, zahlreiche kammermusikalische Werke und Musik für Blasorchester.
Nach einer frühen seriellen Phase von 1967 bis 1975 lässt sich sein Schaffen in zwei Bereiche teilen: abstrakte und intensive Werke auf der einen und melodische Stücke auf der anderen Seite (von Iannaccone ‘small-audience’ beziehungsweise ‘large audience’ music genannt), wobei viele seiner Blasorchesterwerke in die zweite Kategorie fallen. Eine Synthese dieser beiden Stile schaffte Iannaccone in seinen Two-Piano Inventions sowie in seiner Dritten Sinfonie, die zudem von der Poesie Walt Whitmans inspiriert ist.

### Blasorchester
- 1970 Antiphonies
- 1970 Interlude
- 1976 Scherzo
- 1977 Of Fire and Ice
- 1979–1982 Images of Song and Dance
- 1980 After a Gentle Rain
- 1980 Walt Whitman Song für Sologesang, Chor und Blasorchester
- 1981 Plymouth Trilogy
- 1985 Galaxy
- 1986 Apparitions
- 1993 Sea Drift
- Psalms for a Great Country
- The Prince of Peace für Sologesang, Chor und Blasorchester

### Sinfonieorchester
- 1965 Erste Sinfonie Passage to Whitman[3]
- 1966 Zweite Sinfonie[3]
- 1983 Divertimento für Orchester
- 1990 Dritte Sinfonie Night Rivers
- 1997 West End Express
- 1998 Waiting for Sunrise on the Sound

### Kammermusik
- 2002 Quintett für Klarinette und Streichquartett
- Mobiles für Blechbläser und Perkussion
- Two-Piano Inventions

## Auszeichnungen
Iannaccone gewann 1987 den William D. Revelli Composition Award der National Band Association für sein Stück Apparitions. Zudem erhielt er zweimal den Sousa/ABA/Ostwald Award der American Bandmasters Association: 1995 für Sea Drift und 1996 für Psalms For A Great Country.

## Aufnahmen (Auswahl)
- Music From Six Continents: 1993 Series (1993, Vienna Modern Masters, VMM 3019), Radio-Sinfonieorchester Krakau, José Maria Florêncio Junior (Dirigent).
- Anthony Iannaccone: Orchestral Works (2002, Albany Records, Troy 486), Janáček Philharmonie Ostrava, Bohuslav Martinů Philharmonie Zlín, Anthony Iannaccone (Dirigent).
- Dances Of Eternity (2013, Navona Records, NV 5907), St. Petersburg State Symphony Orchestra, Vladimir Lande (Dirigent).